# Stenostomum myrtifolium
Stenostomum myrtifolium är en måreväxtart som beskrevs av August Heinrich Rudolf Grisebach. Stenostomum myrtifolium ingår i släktet Stenostomum och familjen måreväxter. Inga underarter finns listade i Catalogue of Life.